# Francis dans la marine
Pour plus de détails, voir Fiche technique et Distribution.
Francis dans la marine (Francis in the Navy) est une comédie américaine réalisée par Arthur Lubin, sortie en 1955 aux États-Unis.

## Synopsis
Le lieutenant Peter Stirling ambitionne à tout prix d'être dans la Marine américaine et est prêt à tout pour concrétiser son rêve.

## Fiche technique
- Titre original : Francis in the Navy
- Titre français : Francis dans la marine[1]
- Réalisation : Arthur Lubin
- Scénario : Devery Freeman et David Stern
- Production : Stanley Rubin
- Société de production : United International Pictures
- Société de distribution : Universal Pictures
- Musique : Irving Gertz et William Lava
- Photographie : Carl E. Guthrie
- Montage : Milton Carruth et Ray Snyder
- Costumes : Rosemary Odell
- Pays d'origine : États-Unis
- Langue : anglais
- Format : Noir et blanc - 1,85:1 - Mono
- Genre : Comédie
- Durée : 80 minutes
- Date de sortie : 
  - États-Unis : 5 août 1955
  - Belgique : 20 avril 1956
  - France : 23 juillet 1958

## Distribution
- Donald O'Connor
- Martha Hyer
- Richard Erdman
- Jim Backus
- Clint Eastwood
- David Janssen
- Leigh Snowden
- Martin Milner
- Paul Burke
- Phil Garris
- Myrna Hansen
- Jane Howard
- Virginia O'Brien
- William Forrest